# 蒂格納爾 (喬治亞州)
蒂格納爾（英語：Tignall）是一個位於美國喬治亞州威爾克斯縣的城鎮。

## 地理
蒂格納爾的座標為33°52′01″N 82°44′28″W / 33.86694°N 82.74111°W，而該地的平均海拔高度為191米（即640英尺）。

## 人口
根據2010年美國人口普查的數據，蒂格納爾的面積為7.40平方千米，當中陸地面積為7.40平方千米，而水域面積為0.00平方千米。當地共有人口546人，而人口密度為每平方千米74人。